# PyCCS

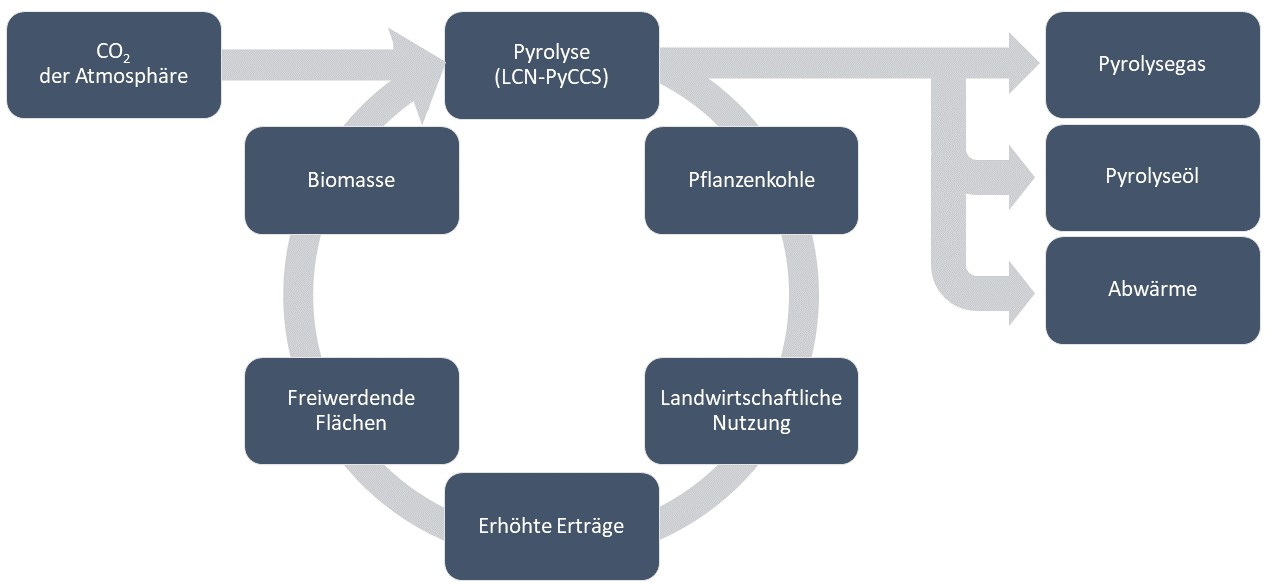
Schematische Darstellung flächenneutralen PyCCS durch pflanzenkohleinduzierte Ertragssteigerung (nach Werner et al. 2022)

PyCCS (englisch: pyrogenic carbon capture and storage, deutsch: pyrolytische bzw. pyrogene Kohlenstoffabscheidung und -speicherung) ist eine Form der CO2-Abscheidung und -Speicherung durch Pyrolyse von Biomasse („Verkohlung“). Das Verfahren gilt als bisher wenig berücksichtigte „CDR-Technologie mit geringen Risiken“.

## Diskussion der Theorie

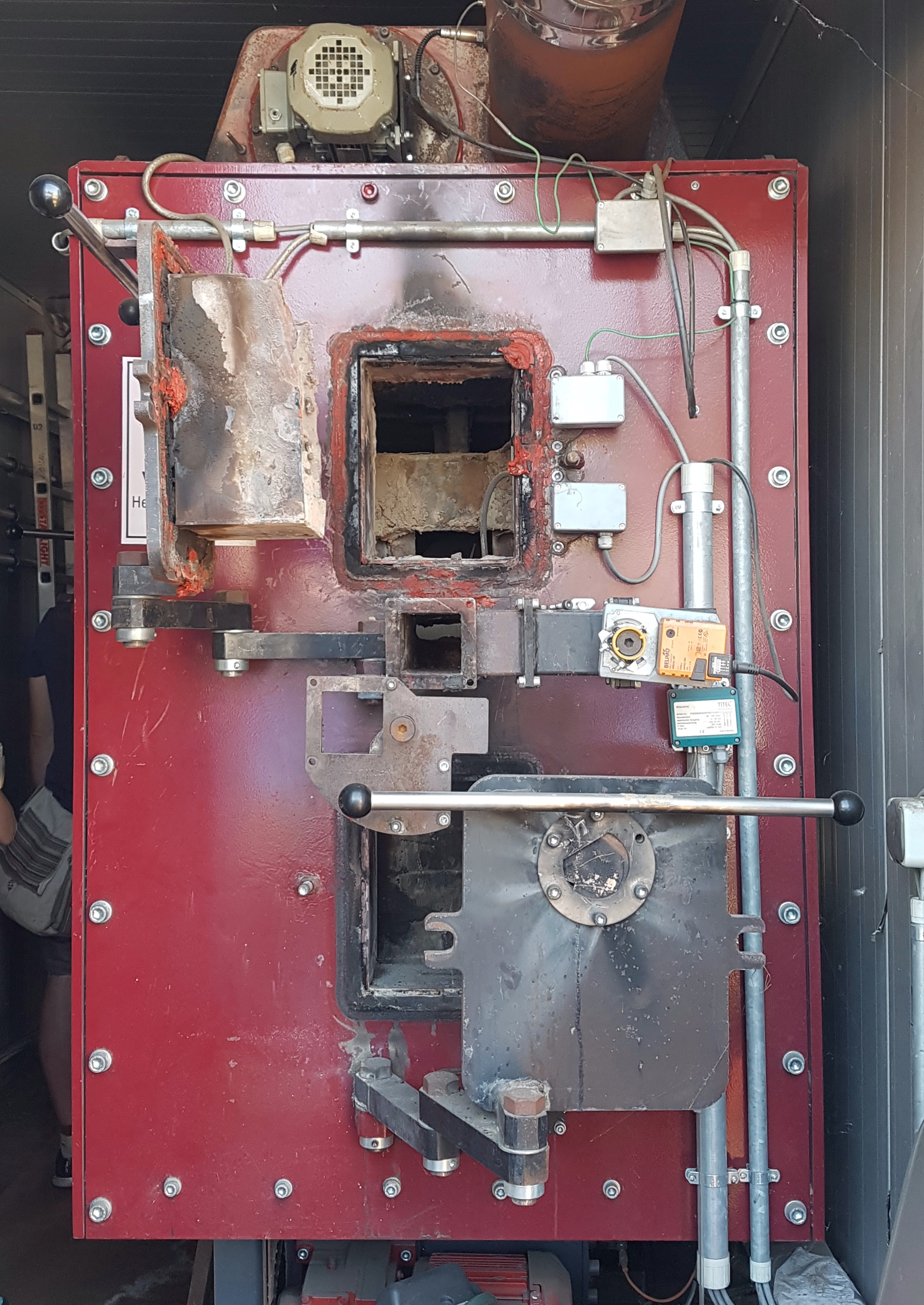
Primärbrennkammer einer experimentellen Pyrolyseanlage (Botanischer Garten Berlin 2022, Projekt Terra BoGa 2007–2014)

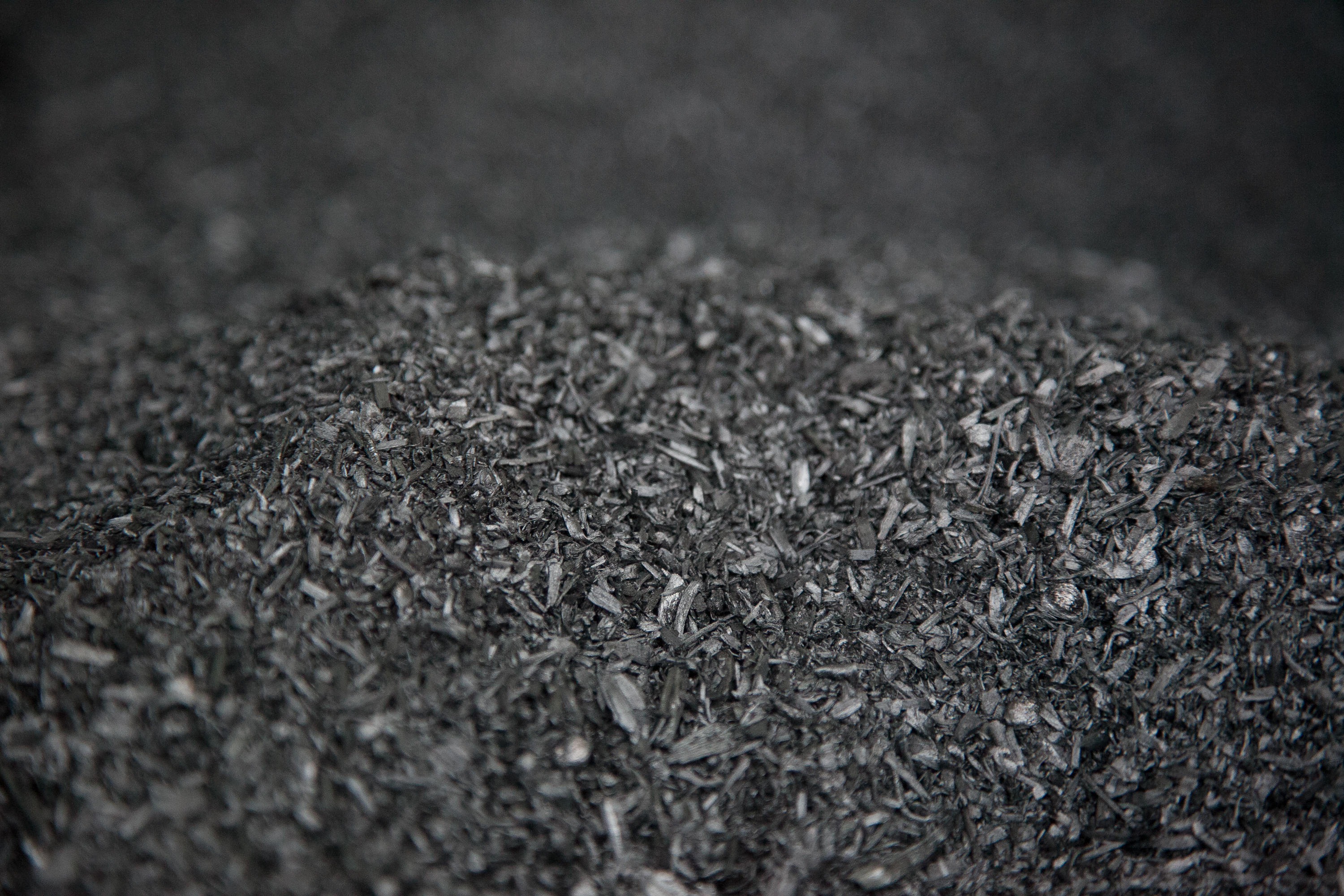
Pflanzenkohle (engl. biochar) als eines der Endprodukte von PyCCS

Pyrolyse ist die thermische Behandlung von Biomasse bei 350 bis 900 °C in einer sauerstoffarmen Atmosphäre. Während dieses Prozesses, dessen Temperaturbereich abhängig vom Ausgangsstoff schwankt, entstehen drei kohlenstoffhaltige Erzeugnisse, sogenannte Biomassekarbonisate, die anschließend zur Erzeugung negativer Emissionen auf unterschiedliche Weise gespeichert werden können: Eine feste Biokohle (gelegentlich Pyrochar genannt, pyrogener Kohlenstoff), eine pyrolytische Flüssigkeit (Kreosot, welches krebserregende Substanzen enthält) und ein Pyrolysegas (dominiert von den brennbaren Gasen CO, H2 und CH4), das nach der Verbrennung als CO2 in geologische Speicher verbracht werden könnte.
Aktuelle Anlagen sind grundlastfähig und können nach initialer Energiezufuhr durch einen einstelligen Prozentbetrag des entstehenden Pyrolysegases betrieben werden. Sie können bis zu 70 Prozent des in den Prozess eingebrachten Kohlenstoffs speichern (davon 20 bis 60 Prozent in Form von Biokohle). Prozesstemperaturen über 500 °C resultieren dabei in der Pflanzenkohle mit dem längsten CO2-Bindungspotential. In niedrigeren Temperaturbereichen können die Ausbeute und die Kohlenstoffeinlagerung der Pflanzenkohle durch Zugabe von Asche gesteigert werden.
In Anbetracht der Knappheit der sinnvoll einzusetzenden Biomasse für die Verkohlung besteht bei einer breiten Anwendung – und womöglichen Förderung – der Pyrolyse das Risiko, dass wertvolle Holzbestände oder gar kontaminierte verschwelbare Abfälle dabei eingesetzt werden. Der BUND empfahl daher verstärkte Qualitätssicherung und ein Verzicht auf allein zur CO2-Sequestrierung ausgewiesenen Biomasseanbaus zugunsten in lokaler Stoffströme eingebundenes PyCCS. Aktuelle Hersteller gehen daher von einem effektiven Umkreis von 50 bis 70 km aus, aus dem verkohlbare Biomasse nach ökologischen und ökonomischen Gesichtspunkten für stationäre Anlagen beschafft werden sollte.

## Anwendbarkeit
Im Gegensatz zu anderen Verfahren der CO2-Abscheidung und -Speicherung (CCS) und der Bioenergie mit CO2-Abscheidung und -Speicherung (BECCS) ist PyCCS auch in kleinem Maßstab und bereits kurzfristig anwendbar, sowie „integraler Bestandteil des Klimaschutzes“. Die Ausgangstechnologie wird als „etabliert“ bewertet und bei ausreichenden Anreizen eine globale Verbreitung der Technologie innerhalb von zehn bis dreißig Jahren angenommen (Stand: 2018). Die DENA attestiert PyCCS Potenzial und weiterhin hohen Forschungsbedarf.
Zur Abwägung der zahlreichen Standortfaktoren und Prozessparameter von PyCCS wird der Einsatz von Machine Learning diskutiert. Die schwedische Innovationsagentur Vinnova förderte von 2022 bis 2023 die Prozessoptimierung elektrisch betriebener Pyrolyse (PyCCS-kiln). Zur Verlängerung der Kohlenstoffbindungsdauer und weiterer bodenökologischer Faktoren wird auch die Kombination mit beschleunigter mineralischer Verwitterung (enhanced weathering), einer weiteren CDR-Technologie, erforscht.
Ein Modellprojekt in Windach demonstrierte die Kopplung von PyCCS mit der kommunalen Wärmeversorgung. Laut Wissenschaftlern könnte PyCCS eine entscheidende Rolle bei einer möglichen, langfristigen Stabilisierung des Weltklimas spielen. Sie empfehlen jedoch bereits jetzt eine intensivierte Förderung der Technologie, um beispielsweise durch die Einbringung der erzeugten Biokohle die Bodenkultivierung und landwirtschaftliche Ertragssteigerung im Globalen Süden zu unterstützen.

### Hersteller und Marktsituation
Weltweit existieren einige wenige Hersteller von PyCCS-Anlagen, die auf verschiedene Ausbeuteverhältnisse optimiert sind. Daneben existieren diverse Selbstbauexperimente, bspw. von Landwirten. Syncraft (Österreich) ist auf Pyrolysegas zur Wärmegewinnung, Biomacon und Pyreg (beide Deutschland) auf Pflanzenkohle spezialisiert. Die Carbonauten (Deutschland) gedenken PyCCS-Erzeugnisse als Bau- und Werkstoffe zu nutzen. Die MIT-Ausgründung Takachar (Indien) und Pyrotech Energy (Australien) bieten mobile Systeme auf Anhängern an. Circular Carbon (Deutschland) entwickelt eigene Anlagen und produziert Pflanzenkohle beispielsweise aus Kakaoresten einer benachbarten Schokoladenfabrik. Einzelne erwägen die Zusammenführung mit dem Anbau von Nutzhanf.
Die Kapazitäten bisheriger Pyrolyseanlagen und -Hersteller sind trotz hoher Wachstumszahlen von 60 bis 90 Prozent pro Jahr begrenzt, sodass Anreize zur Breitenwirksamkeit der Technologie empfohlen werden. Daniel Kray (Hochschule Offenburg) empfiehlt zur Marktreifung eine verstärkte industrielle Kooperation und Schritte zur koordinierten Beobachtung der Technologie. Eine einfache Anlage für den Betrieb mit Lignocellulose zur Herstellung von Pflanzenkohle ist rudimentär als Open-Source-Hardware dokumentiert.
Novocarbo betreibt einige Anlagen in Deutschland und bietet wie andere Anwender neben den Endprodukten auch CO2-Zertifikate an.

### Wirtschaftlichkeit
Kostenschätzungen für eine idealtypische PyCCS-Anwendung gingen 2015/2016 von 150–165 US-$ (ca. 130–145 €) Kosten pro Tonne CO2 aus. Neuere Studien weisen gar niedrigere Beträge aus. Die Einführung einer CO2-Bepreisung, die diese Kosten übersteigt, könnte die PyCCS-Anwendung für Unternehmen wirtschaftlich attraktiv machen. Voraussetzung wäre somit die Internalisierung der externen Kosten des CO2-Ausstoßes, etwa durch eine CO2-Steuer. Das deutsche Umweltbundesamt (UBA) empfiehlt für im Jahr 2016 emittierte Treibhausgase, die Klimakosten mit 180 Euro pro Tonne Kohlendioxidäquivalent anzusetzen. PyCCS ist damit voraussichtlich früher rentabel als aufwändigere BECCS-Verfahren.
Die Technologie eignet sich besonders zur regionalen Wertschöpfung, Steigerung der landwirtschaftlichen Produktion um lokal 10 und mehr Prozent, der Kaskadennutzung von Biomasseprodukten und Cradle-to-Cradle. Für positive Nebeneffekte (Co-Benefits) sollte idealerweise eine Nutzung aller Endprodukte (Pflanzenkohle, Pyrolyseöl/-gas, Abwärme) und kontinuierlicher Betrieb sichergestellt werden. Forscher empfehlen die Berücksichtigung in Förder- und Modellvorhaben der kommunalen Wärmewende.

### Ökologisches Potential
| Kohlenstoffbindung                              | Anteil an notwendigen Negativemissionen | Steigerung globaler Nährstoffproduktion | Renaturierungsfläche                               |
| ----------------------------------------------- | --------------------------------------- | --------------------------------------- | -------------------------------------------------- |
| 0,44–2,62 Gt CO2/Jahr (bis 2100: 33–201 Gt CO2) | 6–35 %                                  | 2–16 %                                  | 1 Mio. km² (vgl. 6,9 % der weltweiten Ackerfläche) |

Aufgrund der komplexen Standort- und Anwendungskriterien ist PyCCS bisher nicht in den Modellierungen des Weltklimarats (IPCC) berücksichtigt worden; dem Verfahren kommt erst in jüngster Zeit größere Aufmerksamkeit zu. Mit einem umweltverträglichen Kohlstoffbindungspotential in Höhe von 1,8 Milliarden Tonnen CO2-Äquivalenten jährlich wird der mögliche Beitrag von PyCCS zum Klimaschutz ohne Gefährdung lokaler Biodiversität als „substantiell“ eingeschätzt. Der Hallenser Bodenbiogeochemiker Bruno Glaser schätzte 2019, dass durch mittels Pyrolyse gewonnene Terra preta (portug.: schwarze Erde) zehn Prozent der gesamten CO2-Emissionen in Europa vermieden werden können. Laut des Interessen- und Fachverbandes European Biochar Industry (EBI) könnte PyCCS alle der bis 2050 verbleibenden Treibhausgasemissionen kompensieren, sofern gegenwärtige Emissionsreduktionsziele eingehalten werden.
Insbesondere in Regionen mit wenig fruchtbaren Böden kann PyCCS durch die mittelfristige Verbesserung der Bodenqualität einen deutlich größeren Beitrag zum Klimaschutz leisten als klassische Biomasseheizkraftwerke, doch auch in fruchtbaren Regionen kann PyCCS Vorteile bieten. Im Gegensatz zu anderen Negativemissionstechnologien mit Biomasse kann die lokale Wiedereinbringung der Pflanzenkohle in die Böden Folgeerträge von für Nahrungsmittel genutzte Flächen steigern. Damit ermöglicht PyCCS eine „flächenneutrale“ Kohlenstoffbindung ohne Einbußen zuungunsten der Ernährungssicherheit.
Durch die großflächige und unüberlegte Anwendung von PyCCS können Belastungen von Wasserkreisläufen auftreten, die nur zum Teil durch Wassermanagement und Vorteile von PyCCS und Pflanzenkohle für die Bodenkultivierung ausgeglichen werden können. Auch die Gesamtverfügbarkeit von Biomasse ohne Nutzungskonflikte ist begrenzt. Im Bereich Forschende plädieren deshalb parallel für eine stark beschleunigte Emissionsreduktion, um den ökologischen Druck so gering wie möglich zu halten. PyCCS dürfe nicht das eigentliche Gebot der Emissionsreduktion verwässern.

### Qualitätssicherung
Um wirtschaftlichen und ökologischen Nutzen als tatsächliche Kohlenstoffsenke zu bemessen, kann das Europäische Pflanzenkohle-Zertifikat (EBC) verwendet werden: Hierzu bedarf es der klimaneutralen Gewinnung der Biomasse und dem Abzug der bei der Pyrolyse, dem An- und Abtransport sowie der Weiterverarbeitung anfallenden Emissionen. Ebenso ist der (langfristige) Zerfall der Pflanzenkohle zu berücksichtigen. Zudem müssen im mehrstufigen Prozess doppelte Anrechnungen der Kohlstoffbindung vermieden werden.